# Oscar Schiele
Oscar Schiele (Halberstadt, 14 aprile 1889 – Magdeburgo, 1º luglio 1950) è stato un nuotatore tedesco.

## Carriera
Prese parte alle gare di nuoto dei Giochi olimpici intermedi, dove vinse una medaglia d'argento nella staffetta 4x250m stile libero, con la squadra tedesca, composta anche da Ernst Bahnmeyer, Max Pape e Emil Rausch, con un tempo totale di 17'16"2, e arrivò settimo nella gara di 1 miglio stile libero, con un tempo di 33'52"4.
Partecipò alle gare di nuoto della V Olimpiade di Stoccolma del 1912. Arrivò terzo nel primo turno dei 400m stile libero, con un tempo di 5'57"0 e quarto nella finale della staffetta 4x200m stile libero, con la squadra tedesca, con un tempo totale di 10'37"0. Partecipò anche alla gara dei 100 metri dorso, fermandosi al primo turno.